# Salmo 120

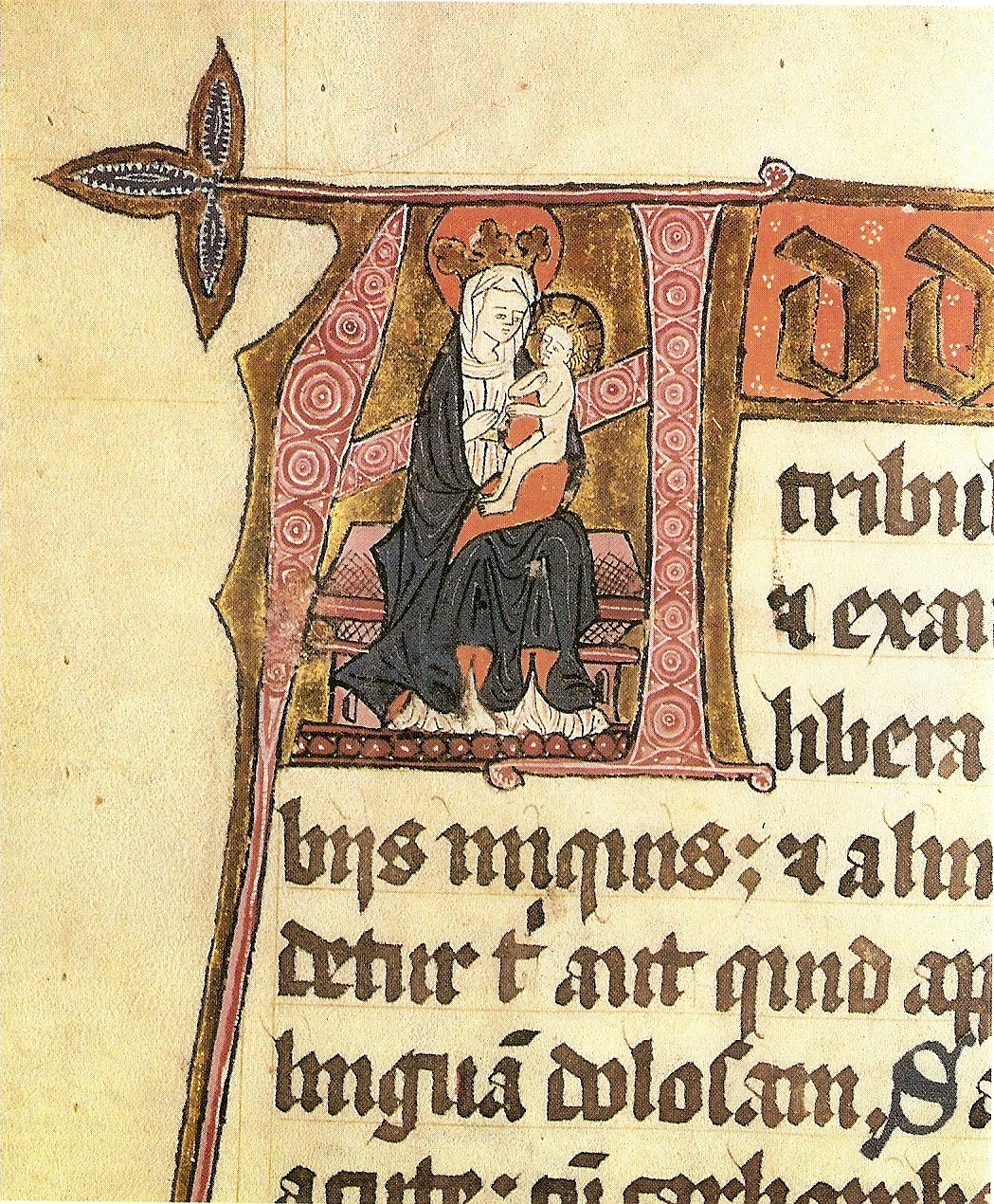
Virgen con el niño y la inicial A del Salmo 120 (Ad dominum), pintado por la monja Birgitta Sigfusdatter en la monasterio de Birgitta

El Salmo 120 es el salmo 120 del Libro de los Salmos, y comienza en la versión inglesa de la Biblia King James: «En mi angustia clamé al Señor, y él me escuchó». En el sistema de numeración ligeramente diferente utilizado en las traducciones griega Septuaginta y latina Vulgata de la Biblia, este salmo es el Salmo 119. En latín, se conoce como «Ad Dominum cum tribularer clamavi». Es uno de los 15 salmos categorizados como Canto de los ascensos (Shir Hama'alot).
El salmo forma parte habitual de la liturgia judía, católica, luterana, anglicana y otras liturgias protestantes. Se ha puesto música en varios idiomas. 

## Texto
La siguiente tabla muestra el texto hebreo del salmo con vocales, junto al texto en griego koiné de la Septuaginta y la traducción al español de la Biblia del Rey Jacobo. Es importante notar que el significado puede variar ligeramente entre estas versiones, ya que la Septuaginta y el Texto masorético provienen de tradiciones textuales distintas. En la Septuaginta, este salmo está numerado como el Salmo 119.
| # | Hebreo                                    | Español                                                                    | Griego                                                                                   |
| - | ----------------------------------------- | -------------------------------------------------------------------------- | ---------------------------------------------------------------------------------------- |
| 1 | שִׁ֗יר הַֽמַּ֫עֲל֥וֹת אֶל־יְ֭הֹוָה בַּצָּרָ֣תָה לִּ֑י קָ֝רָ֗אתִי וַֽיַּעֲנֵֽנִי׃ | (Un Cántico de ascenso.) En mi angustia clamé al SEÑOR, y Él me respondió. | ᾿ῼδὴ τῶν ἀναβαθμῶν. - ΠΡΟΣ Κύριον ἐν τῷ θλίβεσθαί με ἐκέκραξα, καὶ εἰσήκουσέ μου.        |
| 2 | יְֽהֹוָ֗ה הַצִּ֣ילָה נַ֭פְשִׁי מִשְּׂפַת־שֶׁ֑קֶר מִלָּשׁ֥וֹן רְמִיָּֽה׃      | Libra mi alma, oh SEÑOR, de labios mentirosos y de lengua engañosa.        | Κύριε, ῥῦσαι τὴν ψυχήν μου ἀπὸ χειλέων ἀδίκων καὶ ἀπὸ γλώσσης δολίας.                    |
| 3 | מַה־יִּתֵּ֣ן לְ֭ךָ וּמַה־יֹּסִ֥יף לָ֗ךְ לָשׁ֥וֹן רְמִיָּֽה׃          | ¿Qué te dará o qué te añadirá, oh lengua engañosa?                         | τί δοθείη σοι καὶ τί προστεθείη σοι πρὸς γλῶσσαν δολίαν;                                 |
| 4 | חִצֵּ֣י גִבּ֣וֹר שְׁנוּנִ֑ים עִ֝֗ם גַּחֲלֵ֥י רְתָמִֽים׃            | Flechas agudas del valiente, con brasas de retama.                         | τὰ βέλη τοῦ δυνατοῦ ἠκονημένα, σὺν τοῖς ἄνθραξι τοῖς ἐρημικοῖς.                          |
| 5 | אֽוֹיָה־לִ֭י כִּי־גַ֣רְתִּי מֶ֑שֶׁךְ שָׁ֝כַ֗נְתִּי עִֽם־אׇהֳלֵ֥י קֵדָֽר׃    | ¡Ay de mí, que resido en Mésec, que habito entre las tiendas de Cedar!     | οἴμοι! ὅτι ἡ παροικία μου ἐμακρύνθη, κατεσκήνωσα μετὰ τῶν σκηνωμάτων Κηδάρ.              |
| 6 | רַ֭בַּת שָֽׁכְנָה־לָּ֣הּ נַפְשִׁ֑י עִ֝֗ם שׂוֹנֵ֥א שָׁלֽוֹם׃            | Mucho tiempo ha morado mi alma con los que aborrecen la paz.               | πολλὰ παρῴκησεν ἡ ψυχή μου.                                                              |
| 7 | אֲֽנִי־שָׁ֭לוֹם וְכִ֣י אֲדַבֵּ֑ר הֵ֝֗מָּה לַמִּלְחָמָֽה׃             | Yo soy paz; pero cuando hablo, ellos son de guerra.                        | μετὰ τῶν μισούντων τὴν εἰρήνην ἤμην εἰρηνικός· ὅταν ἐλάλουν αὐτοῖς, ἐπολέμουν με δωρεάν. |

### Versión Reina-Valera 1960
1. En mi angustia clamé al Señor, y él me oyó.
2. Libera mi alma, oh Señor, de labios mentirosos y de lengua engañosa.
3. ¿Qué se te dará? ¿Qué se te hará, lengua mentirosa?
4. Flechas agudas de los poderosos, con brasas de enebro.
5. ¡Ay de mí, que estoy en Mesech, que habito en las tiendas de Kedar!
6. Mi alma ha morado mucho tiempo con el que odia la paz.
7. Yo estoy a favor de la paz, pero cuando hablo, ellos están a favor de la guerra.

### Versículo 5
¡Ay de mí, que resido en Mésec,
Que habito entre las tiendas de Cedar!
"¡Ay de mí!" es una expresión típica de desesperación. Mésec y Cedar (o Cedar) eran "enemigos típicos [de Israel], que se introdujeron por la fuerza en el reino de Judá y atormentaron al pueblo de Dios".

## Comentarios

### De la Iglesia católica

#### A todo el salmo
Este salmo, colocado al inicio de la serie, parece describir la situación de un desterrado lejos de Jerusalén (cf. vv. 5-7). Comienza con una súplica al Señor —fundada en experiencias previas de auxilio— para que lo libre del hombre mentiroso (vv. 1-2). Luego se anuncia el castigo para ese agresor (vv. 3-4), y se expone la difícil condición del exilio (vv. 5-7). El salmo expresa la angustia de quien se halla lejos de la tierra prometida. Para el cristiano, esta oración evoca su propia condición de peregrino en el mundo, viviendo lejos del Señor. Le anima a elevar una súplica más ferviente a Dios, especialmente en medio de las pruebas y la hostilidad del entorno.

#### A los versículos 1-2
El salmista se apoya en la memoria de la ayuda recibida anteriormente para sostener su nueva súplica. Pide protección para su vida —«mi alma» (v. 2)— frente a las falsas acusaciones de quienes calumnian —«lengua embustera»—. Su modo de orar es un ejemplo que anima a perseverar en la oración, sin perder la confianza en Dios.

He gritado —es decir, he rezado con fe— y por esto me escuchaste, Dios mío, como si, introducidos en la intimidad divina por el primer ruego, pudiéramos implorar con mucha más confianza la siguiente vez. Por eso, en la petición dirigida a Dios, la asiduidad, la insistencia, nunca es inoportuna. Al contrario: agrada a Dios.

Conmueve esta insistencia de Dios, nuestro Padre, empeñado en recordarnos que debemos acudir a su misericordia pase lo que pase, siempre.

#### A los versículos 5-7
«Mésec» representa las lejanas tierras del norte, situadas entre el mar Negro y el Cáucaso (cf. Gn 10,2), mientras que «Quedar» alude a las regiones orientales y meridionales, probablemente zonas árabes (cf. Is 21,16-17). Ambos nombres simbolizan el lugar del exilio en el que se halla el salmista, lejos de la tierra prometida. No se trata de una localización precisa, sino de una imagen de su situación: rodeado de personas hostiles que le hacen la vida difícil —«mi alma» (v. 6)—, a pesar de su actitud de paz y bondad hacia ellos.

Éste es el gemido de toda la Iglesia y de todos los santos, los cuales, mirando a través de la fe, suspiran por los bienes de la patria celeste entre las adversidades de un largo exilio, porque los hombres espirituales viven con los hombres carnales y aquellos que buscan sólo los bienes terrenos se sienten molestos por aquellos que avanzan hacia los bienes celestes.

## Usos

### Judaísmo
Este salmo se recita en algunas comunidades después de Minjá entre Sucot y Shabat Hagadol.

### Iglesia católica
Según la Regla de San Benedicto establecida en 530, este salmo se cantaba o recitaba durante el tercer oficio de la semana, es decir, de martes a sábado, seguido del Salmo 121 (120) y el Salmo 122 (121) y después de los oficios del domingo y el lunes se ocupaba con el Salmo 119, que es el más largo de los 150 salmos.
En la Liturgia de las Horas, el salmo 120 se recita ahora en Vísperas el lunes de la cuarta semana del ciclo litúrgico semanal. Para facilitar la comprensión se le asigna a cada salmo un título en rojo (rúbrica) que no forma parte del salmo.
El título del Salmo 120 es Deseo de la paz.

### Iglesia Ortodoxa Copta
En la Agpeya, el Libro de Horas de la Iglesia Copta, este salmo se reza en la oficina de Vísperas y la segunda vigilia de la oficio de medianoche.

### Otros
En el Palazzo Bocchi de Bolonia, una inscripción en la fachada cita el versículo 2 en hebreo.

## Arreglos musicales
William Byrd puso música al salmo a ocho voces, con pequeñas variaciones en el texto. La música se encuentra en un manuscrito de polifonía, de 1578.
Heinrich Schütz escribió una paráfrasis del salmo en alemán, «Ich ruf zu dir, mein Herr und Gott», SWV 225, para el Salterio Becker, publicado por primera vez en 1628. Giacomo Giuseppe Saratelli lo puso en una de sus 150 versiones de salmos en latín, para coro, orquesta y bajo continuo.